# 组曲
组曲是一种套曲形式的器乐曲或交响曲，即各自独立的不同乐曲的组合，在巴洛克音乐时代为古典组曲/舞曲組曲，所有套曲都是同一调式，都是从舞曲演变来的。18世纪中以后为现代组曲。
巴洛克時期的組曲雖由舞曲組成，但實際上並非作為舞蹈用途，而是經過風格化後供大家欣賞或演奏用的音樂。舞曲風格化的現象在文藝復興晚期便已存在，舞曲所組成的組曲也在當時便略具雛型。到了巴洛克早期，組曲則是主要的樂器作品類型之一。
巴洛克中期以後，德國音樂家Johann Jacob Froberger (1616-1667)為組曲設計了一個較固定的組合方式：
古典组曲包括四首舞曲乐章，曲式皆為二段題：
1. 阿勒曼德舞曲 (allemande)，是一种從弱拍起頭，四拍子中速的德国舞曲；
2. 庫朗特舞曲 (courante)，是一种三拍子快速的法国舞曲；
3. 薩拉班德舞曲 (sarabande)，是一种重音在第二拍，三拍子慢速的西班牙舞曲；
4. 基格舞曲 (gigue)，是一种极快速的英国舞曲。

在基格舞曲之前，可再加入其他的舞曲，例如布列舞曲(bourree)、嘉禾舞曲(gavotte)、小步舞曲(minuet)等。
组曲形式是17世纪在法国开始发展起来的，后来加入了英国的基格舞曲，作曲家可隨意選擇不同的舞曲將其組合成為組曲。许多作曲家写过组曲，巴赫的钢琴曲《英国组曲》和《法国组曲》，韓德尔著名的《水上音乐》和《焰火音乐》也是用组曲形式写的。他们经常在萨拉班德舞曲和基格舞曲中增加新的内容。巴赫为大提琴、小提琴、长笛和其他一些乐器都写过组曲。亨德尔写过22种调式的组曲。
17世纪以后，组曲被认为是一种过时的老形式，很少有人再写组曲。19世纪时，组曲又重新流行起来，但已经演变成现代组曲。
现代组曲一般只保留一首舞曲，其余的有从歌剧、舞剧和其他戏剧配乐中选出的乐曲片段，如《天鹅湖组曲》等，甚至可以从电影音乐中选出。乐章的数目也是自由的，只是最少得有两个乐章，最多甚至达二、三十个。调性也可以改变。所以有很多民族音乐家采集民歌曲调写组曲，著名的如芬兰的西貝流士、挪威的葛里格和俄罗斯的柴可夫斯基等都写过组曲形式的著名乐曲。